# Tylecodon aurusbergensis
Tylecodon aurusbergensis är en fetbladsväxtart som beskrevs av G. Williamson och E.J. van Jaarsveld. Tylecodon aurusbergensis ingår i släktet Tylecodon och familjen fetbladsväxter. Inga underarter finns listade i Catalogue of Life.